# Cold Meat Industry
Cold Meat Industry (CMI) war ein Independent-Label aus Mjölby, Schweden. Schwerpunkt der Veröffentlichungen war Post-Industrial, in diesem Bereich nimmt es eine bedeutende Rolle ein. Veröffentlicht wurden insbesondere Tonträger aus den Bereichen Dark Ambient, Death Industrial, Martial Industrial und Neofolk.

## Geschichte
Gegründet wurde das Label 1987 von Roger Karmanik und Peter Andersson (Lina Baby Doll, Deutsch Nepal) in Linköping, Schweden. Ursprünglich sollte es „Triumph des Willens“ heißen. Um Missverständnisse und negative Auswirkungen auf die Labelpolitik zu vermeiden, einigten sich Karmanik und Andersson auf den Namen Cold Meat Industry. Dieser entstammt dem gleichnamigen Stück von Anderssons Band Njurmännen, das 1984 auf der Demokassette Vem Är Pavul? erschien. Kurz nach Veröffentlichung der ersten CMI-Single Undead von Lille Roger zog Andersson nach Göteborg. Karmanik betrieb das Label seitdem überwiegend alleine und hat dazu das Musikprojekt Brighter Death Now. Daneben existierten kurzzeitig einige Sublabels wie Anarchy + Violence, Cruel Moon International, Death Factory, Pain in Progress und Sound Source, auf dem 1990–1991 einige frühe Aufnahmen noch einmal als Kassetten veröffentlicht wurden.
In der Zeit nach seiner Gründung war das Label auf sehr experimentellen Industrial spezialisiert. Nachdem man auch andere Genres wie Neofolk und Dark Ambient veröffentlichte, wurde CMI schnell bekannt und entwickelte sich zu einem einflussreichen Plattenlabel, bei dem zahlreiche, hauptsächlich skandinavische Bands veröffentlichten.
Daneben wurden regelmäßig Festivals veranstaltet, bei denen mehrere CMI-Acts auftraten. Im November 1997 wurde das zehnjährige Bestehen mit einem eigenen Festival in Linköping gefeiert, bei dem unter anderem Blood Axis auftraten. Dieser Auftritt wurde als Blót: Sacrifice in Sweden veröffentlicht. 2001 wurde es aufgrund von persönlichen Problemen von Roger Karmanik deutlich ruhiger: Die Webseite wurde kaum mehr aktualisiert, die Häufigkeit der Veröffentlichungen nahm spürbar ab und einige Bands wechselten zu anderen Labels. Festivals fanden allerdings nach wie vor regelmäßig statt wie zum Beispiel das zweitägige Cold-Meat-Industry-Festival in Melbourne (Australien). Dazu erschien auch eine entsprechende DVD mit dem Titel Live in Australia.
Ab 2011 wurde in Zusammenarbeit mit dem deutschen Label Tesco Organisation wieder veröffentlicht, zunächst mit drei neuen Platten von Brighter Death Now. Tesco fungierte dabei als weltweiter Distributor, CMI nur noch als reines Label.
Am 4. Februar 2014 wurde auf der labeleigenen Seite bei Facebook das Ende von Cold Meat Industry bekanntgegeben.

## Veröffentlichungen
Insgesamt veröffentlichte Cold Meat Industry über 200 Tonträger auf CD und LP. Die Bezeichnung der einzelnen Veröffentlichung ist jeweils das Labelkürzel CMI und die chronologische Nummer des Tonträgers, beginnend mit 01. Der Katalog beginnt also mit CMI.01 und endet bei CMI.2xx.
Jede zehnte Veröffentlichung war in der Regel ein Sampler mit labeleigenen Bands. Diese Ausgaben wurden gerne auch etwas aufwändiger gestaltet oder als Doppel-CD veröffentlicht. Ein Beispiel dafür ist die Doppel-CD CMI.50 The Absolute Supper.

## Bands
| Zuletzt bei CMI unter Vertrag: - All My Faith Lost … - Atrium Carceri - Beyond Sensory Experience - Brighter Death Now - Dahlia’s Tear - Desiderii Marginis - Die weisse Rose - ELDAR - Foundation Hope - In Slaughter Natives - Institut - IRM - KnifeLadder - L.E.A.K. - Letum - Lithivm - Medusa’s Spell - New Risen Throne - Nod - Parca Pace - Passione Nera - Pimentola - Proiekt Hat - Protagonist - Raison d’être - Sanctum - Sephiroth - Skin Area - Sturmast - Vestigial | Bands bei Sublabels: - Ataraxia - Gothica - Nova - Sutcliffe Jügend | Ehemalige CMI-Bands: - Aeterna - Aghast - Arcana - Ataraxia - Archon Satani - Atomine Elektrine - Cintecele Diavolui - Cernunnos’ Woods - Consono - Coph Nia - Dawn & Dusk Entwined - Deutsch Nepal - Embrocation - Enema Syringe - En halvkokt i folie - Folkstorm - :Golgatha: - Heid - Ildfrost - Inanna - In Blind Embrace - Iron Justice - Karjalan Sissit - Lethal Family - Lille Roger - Megaptera - Memorandum - Mental Destruction - Moljebka Pvlse - Morthond/Morthound - Mortiis - MZ.412 - Negru Voda - Olen’k - Ordo Rosarius Equilibrio - P/D(B) - Penitent - Proscriptor - Puissance - Rome - Sophia - Stormfågel - Systema - TriORE - XXX Atomic Toejam |